# Püppi
Püppi (* 9. Oktober 2000 in Köln; † 18. Oktober 2011 ebenda) war eine Zwergspitz-Chihuahua-Mischlingshündin, die durch die Fernsehsendung Stratmanns von Ludger Stratmann bekannt wurde.

## Leben
Püppi gehörte einem 1998 arbeitslos gewordenen Mann, der obdachlos wurde und sich mit dem Verkauf einer Straßenzeitung über Wasser zu halten versuchte. Das WDR Fernsehen wurde auf die Hündin aufmerksam und verpflichtete sie für die Sendung Stratmanns des Kabarettisten Ludger Stratmann. Sie wurde eine Kölner Berühmtheit und begegnete Prominenten, darunter Richard von Weizsäcker, Oliver Pocher und dessen Frau Alessandra, Wolfgang Joop und Peter Maffay sowie Fußballstars wie Wolfgang Overath und Christoph Daum. Daum jedoch war nicht damit einverstanden, dass Püppis Besitzer 2007 Postkarten von ihm und der Hündin drucken ließ, die mit einem Daum nicht genehmen Text versehen waren.
Püppi wurde zum Medienliebling und auf Titelseiten überregionaler Zeitschriften wie Chrismon und Neue Woche abgebildet.
Die Hündin trat auch in Aufführungen der Oper Köln auf, so 2007 in der Inszenierung der Opernburleske X-mal Rembrandt, die im Wallraf-Richartz-Museum aufgeführt wurde, und zuletzt am 17. Oktober 2011 in der Aufführung von La traviata.
Am 18. Oktober 2011 ließ ihr Besitzer die Hündin wegen einer Krebserkrankung einschläfern. In der Stratmanns-Sendung nach ihrem Tod war ihr Foto mit einem Trauerflor versehen zu sehen.